# Liste der denkmalgeschützten Objekte in Sankt Andrä-Höch
Die Liste der denkmalgeschützten Objekte in Sankt Andrä-Höch enthält die 8 denkmalgeschützten, unbeweglichen Objekte der Gemeinde Sankt Andrä-Höch im steirischen Bezirk Leibnitz.

## Denkmäler
| Foto |                 | Denkmal                                                                                     | Standort                                                      | Beschreibung | Metadaten |
| ---- | --------------- | ------------------------------------------------------------------------------------------- | ------------------------------------------------------------- | --- | --- |
| ja   | Datei hochladen | Schloss Harrachegg HERIS-ID: 37382 Objekt-ID: 36508                                         | Höch 1a Standort KG: Höch                                     | Der einfache Bau ohne Innenhof wurde im 18. Jahrhundert als Jagdschloss des Erzbischofs von Salzburg, Franz Anton von Harrach, erbaut und ersetzte ein älteres Amtshaus des Erzstiftes. Es dient nunmehr als Wohngebäude. Der große Weinkeller unterhalb stammt aus dem Jahr 1648 und wurde der Legende nach aus Freude über das Ende des Dreißigjährigen Krieges errichtet. | BDA-Hist.: Q37975333 Status: Bescheid Stand der BDA-Liste: 2025-06-30 Name: Schloss Harrachegg GstNr.: .41/1                                                    |
| ja   | Datei hochladen | Ortskapelle HERIS-ID: 69473 Objekt-ID: 82557                                                | Neudorf im Sausal Standort KG: Neudorf im Sausal              | | BDA-Hist.: Q38122521 Status: § 2a Stand der BDA-Liste: 2025-06-30 Name: Ortskapelle GstNr.: .66/2                                                               |
| ja   | Datei hochladen | Kriegerdenkmal HERIS-ID: 69469 Objekt-ID: 82552                                             | Sankt Andrä im Sausal 1 Standort KG: St. Andrä im Sausal      | Kriegerdenkmal neben der Kirche mit einer steinernen Schmerzhaften Muttergottes rund um 1725. | BDA-Hist.: Q38122502 Status: § 2a Stand der BDA-Liste: 2025-06-30 Name: Kriegerdenkmal GstNr.: .2                                                               |
| ja   | Datei hochladen | Kath. Pfarrkirche St. Andrä HERIS-ID: 51804 Objekt-ID: 57598                                | Sankt Andrä im Sausal 1 Standort KG: St. Andrä im Sausal      | Vom gotischen Bau der Pfarrkirche sind noch der ehemalige Chor sowie die ersten drei Geschoße des Turmes erhalten. 1720–1723 wurde der nach Norden orientierte barocke Neubau errichtet. An das dreijochige Langhaus schließt seither ein schmälerer einjochiger Chor an. Der bemerkenswerte Hochaltar mit Statuen von 1758 nimmt den gesamten Chorschluss ein.              | BDA-Hist.: Q27901648 Status: § 2a Stand der BDA-Liste: 2025-06-30 Name: Kath. Pfarrkirche St. Andrä GstNr.: .2 Pfarrkirche St. Andrä im Sausal                  |
| ja   | Datei hochladen | Pfarrhof HERIS-ID: 69468 Objekt-ID: 82551                                                   | Sankt Andrä im Sausal 1a Standort KG: St. Andrä im Sausal     | Der Pfarrhof ist im Kern gotisch, die Fassaden stammen aus dem 18. Jahrhundert. | BDA-Hist.: Q38122495 Status: § 2a Stand der BDA-Liste: 2025-06-30 Name: Pfarrhof GstNr.: .1 Pfarrhof, St. Andrä im Sausal                                       |
| ja   | Datei hochladen | Steller-Kapelle HERIS-ID: 51805 Objekt-ID: 57599                                            | bei Sankt Andrä im Sausal 14 Standort KG: St. Andrä im Sausal | | BDA-Hist.: Q38047824 Status: Bescheid Stand der BDA-Liste: 2025-06-30 Name: Steller-Kapelle GstNr.: 306                                                         |
| BW   | Datei hochladen | Römerzeitliche Hügelgräber Hansjörglwald HERIS-ID: 110781 Objekt-ID: 128503                 | Hansjörglwald Standort KG: St. Andrä im Sausal                | Das Gräberfeld besteht aus 66 Grabhügel, die überwiegend römerzeitlich sind, es sind aber mach älteren Berichten auch hallstattzeitliche darunter. | BDA-Hist.: Q37820730 Status: Bescheid Stand der BDA-Liste: 2025-06-30 Name: Römerzeitliche Hügelgräber Hansjörglwald GstNr.: 448/7, 448/4, 448/1                |
| BW   | Datei hochladen | Hügelgräber Michlgleinz, Mönichgleinz, St. Andrä im Sausal HERIS-ID: 37383 Objekt-ID: 36509 | Michlgleinz Mönichgleinz Standort KG: St. Andrä im Sausal     | Es handelt sich um mehrere nahe beieinander liegende Gruppen römerzeitlicher Hügelgräber. Anmerkung: Die Hügelgräbergruppe erstreckt sich über die Gemeinden Sankt Andrä-Höch und Groß Sankt Florian mit den beiden Katastralgemeinden Michlgleinz und Mönichgleinz. Die Koordinate bezeichnet die Grundstücksnummern 145/1 und 148/1.                                       | BDA-Hist.: Q37975341 Status: Bescheid Stand der BDA-Liste: 2025-06-30 Name: Hügelgräber Michlgleinz, Mönichgleinz, St. Andrä im Sausal GstNr.: 148/1, 145/1, 55 |